# 舟町 (北九州市)
舟町（ふなまち）は福岡県北九州市八幡西区の町。住居表示実施済み。郵便番号は806-0005。

## 地理
八幡西区の北部東側に位置し、北東に築地町、東に屋敷、南に田町、西に大字藤田，黒崎城石と接し、北は洞海湾に面する。

### 海洋
- 洞海湾

## 地域の特徴
北東端の三叉路が県道273号築地汐入線の起点となっており、南西に進んだ後、西縁に沿って南下する。道伯山の西麓にある工業地域。浄土真宗本願寺派光圓寺がある。

## 歴史
江戸期の長崎街道の黒崎宿のうちの1町で、黒崎湊の船頭町であった。黒崎湊は小倉湊とともに、九州で2ヶ所の九州と大阪を結ぶ乗合貨客船の発着する湊であり、九州西南諸藩の参勤交代もこの両湊を利用していた。洞海湾近くに黒崎湊跡の石碑がある。

### 沿革
- 1960年（昭和35年） - 舟町新設[4]。
- 1963年（昭和38年）2月1日 - 八幡市、戸畑市、小倉市、若松市、門司市の5市が合併し、北九州市が発足。八幡市舟町は北九州市八幡区舟町となる。
- 1963年（昭和38年）4月1日 - 北九州市が政令指定都市に指定され、八幡区、戸畑区、小倉区、若松区、門司区の5区を設置。北九州市八幡区舟町は北九州市八幡区舟町となる。
- 1972年（昭和47年）6月1日 - 住居表示実施[6]。
- 1974年（昭和49年）4月1日 - 八幡区が八幡西区と八幡東区に分かれ、八幡区舟町は八幡西区舟町となる[7]。

### 町名の変遷
| 実施内容 | 実施年月日               | 実施後 | 実施前                               |
| -------- | ------------------------ | ------ | ------------------------------------ |
| 町名新設 | 1960年（昭和35年）       | 舟町   | 大字藤田の一部                       |
| 住居表示 | 1972年（昭和47年）6月1日 | 舟町   | 舟町の全部、大字藤田，築地町の各一部 |

## 世帯数と人口
2025年（令和7年）3月31日現在（北九州市発表）の世帯数と人口は以下の通りである。
| 町   | 世帯数 | 人口  |
| ---- | ------ | ----- |
| 舟町 | 62世帯 | 103人 |

### 人口の変遷
国勢調査による人口の推移。
| 1995年（平成7年）  | 139人 | [ 9 ]  |  |
| 2000年（平成12年） | 127人 | [ 10 ] |  |
| 2005年（平成17年） | 115人 | [ 11 ] |  |
| 2010年（平成22年） | 94人  | [ 12 ] |  |
| 2015年（平成27年） | 90人  | [ 13 ] |  |
| 2020年（令和2年）  | 111人 | [ 14 ] |  |

### 世帯数の変遷
国勢調査による世帯数の推移。
| 1995年（平成7年）  | 49世帯 | [ 9 ]  |  |
| 2000年（平成12年） | 48世帯 | [ 10 ] |  |
| 2005年（平成17年） | 43世帯 | [ 11 ] |  |
| 2010年（平成22年） | 40世帯 | [ 12 ] |  |
| 2015年（平成27年） | 40世帯 | [ 13 ] |  |
| 2020年（令和2年）  | 64世帯 | [ 14 ] |  |

## 学区
市立小・中学校に通う場合、学区は以下の通りとなる。
| 町   | 街区 | 小学校                   | 中学校               |
| ---- | ---- | ------------------------ | -------------------- |
| 舟町 | 全域 | 北九州市立黒崎中央小学校 | 北九州市立黒崎中学校 |

## 交通

### 道路
- 県道273号築地汐入線

## 施設

### 寺社
- 光圓寺

### 公園
- 舟町公園